# ويلهلم ماثيسون
ويلهلم ماثيسون (بالنرويجية البوكمول: Wilhelm Matheson)‏ هو قاضي ومحامي نرويجي، ولد في 5 مايو 1955.